# Telitoxicum rodriguesii
Telitoxicum rodriguesii är en tvåhjärtbladig växtart som beskrevs av B.A. Krukoff. Telitoxicum rodriguesii ingår i släktet Telitoxicum och familjen Menispermaceae. Inga underarter finns listade i Catalogue of Life.